# Passins
Passins est une ancienne commune du Sud-Est de la France, située dans le département de l'Isère, en région Auvergne-Rhône-Alpes ,devenue, le 1er janvier 2017, une commune déléguée de la commune nouvelle d' Arandon-Passins. Ce village fait partie de l'arrondissement de La Tour-du-Pin et du canton de Morestel. Les personnes vivant à Passins sont appelés les Passinois et les Passinoises. 

## Géographie
Passins se trouve approximativement à une altitude de 290 mètres et une superficie de 13,92 km2. Les coordonnées de ce village sont, 45,688 degrés Nord et 5,43 degrés Est.
Les villages voisins sont :
- Sermérieu
- Arandon
- Morestel
- Vézeronce-Curtin
- Saint-Victor-de-Morestel

## Histoire

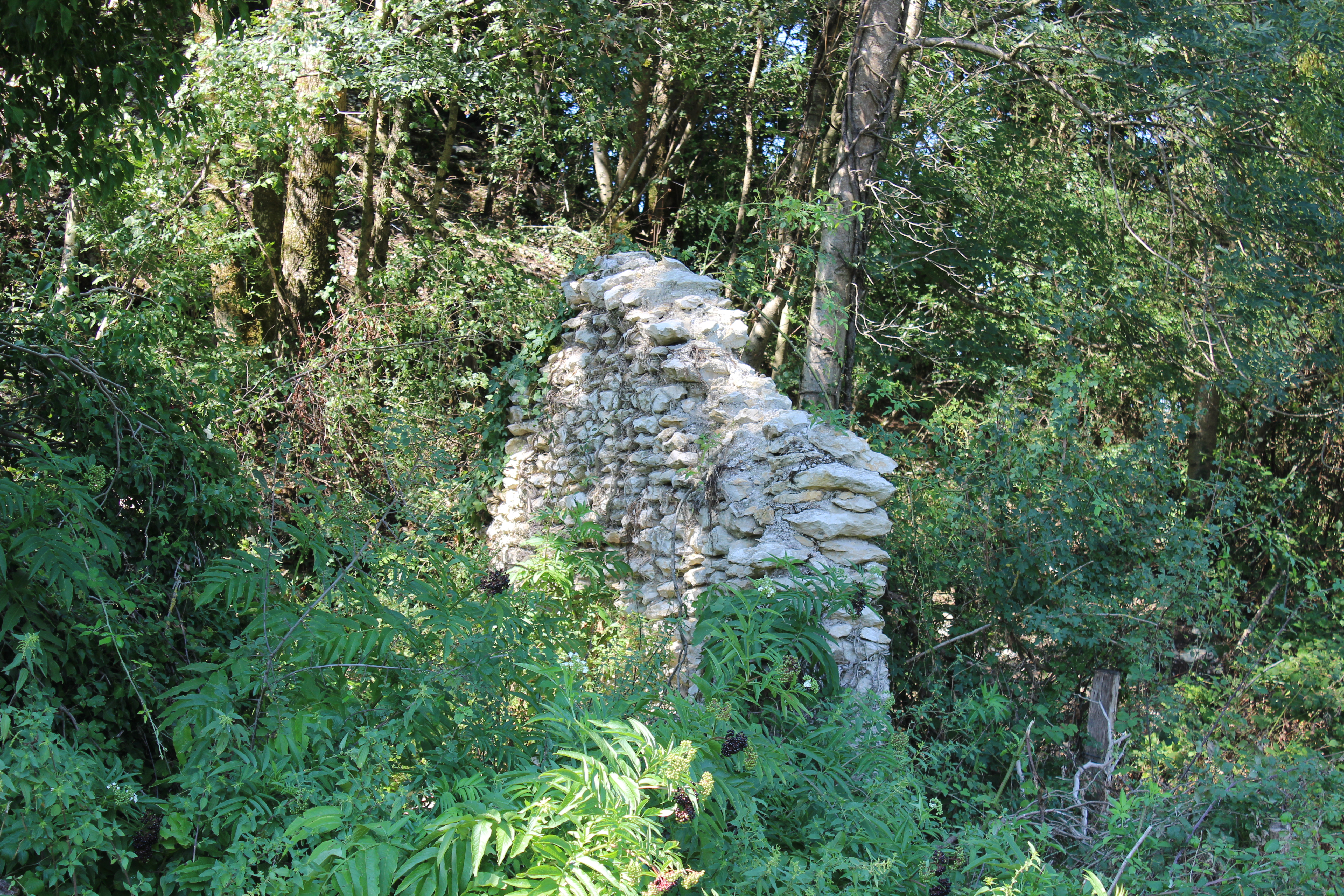
Vestiges gallo-romains.

Au lieu-dit le Village, un site archéologique conserve les vestiges d'une villa d'époque gallo-romaine.

## Politique et administration
| Période      | Période | Identité          | Étiquette | Qualité  |
| ------------ | ------- | ----------------- | --------- | -------- |
| janvier 2017 |         | M. Raymond Bernet | SE        | Retraité |

| Période   | Période       | Identité             | Étiquette | Qualité  |
| --------- | ------------- | -------------------- | --------- | -------- |
| mars 2001 | mars 2008     | M. Raymond Bernet    |           |          |
| mars 2008 | mars 2014     | Mme Josette Delcleve |           |          |
| mars 2014 | décembre 2016 | M. Raymond Bernet    | SE        | Retraité |

## Démographie
L'évolution du nombre d'habitants est connue à travers les recensements de la population effectués dans la commune depuis 1793. À partir du 1er janvier 2009, les populations légales des communes sont publiées annuellement dans le cadre d'un recensement qui repose désormais sur une collecte d'information annuelle, concernant successivement tous les territoires communaux au cours d'une période de cinq ans. 
Pour les communes de moins de 10 000 habitants, une enquête de recensement portant sur toute la population est réalisée tous les cinq ans, les populations légales des années intermédiaires étant quant à elles estimées par interpolation ou extrapolation. Pour la commune, le premier recensement exhaustif entrant dans le cadre du nouveau dispositif a été réalisé en 2005,.
En 2014, la commune comptait 1 160 habitants, en évolution de +9,13 % par rapport à 2009 (Isère : +3,89 %, France hors Mayotte : +2,49 %).
| 1793 | 1800 | 1806 | 1821 | 1831 | 1836  | 1841  | 1846  | 1851  |
| ---- | ---- | ---- | ---- | ---- | ----- | ----- | ----- | ----- |
| 839  | 822  | 905  | 850  | 898  | 1 009 | 1 107 | 1 153 | 1 145 |

| 1856  | 1861  | 1866  | 1872  | 1876  | 1881  | 1886  | 1891  | 1896 |
| ----- | ----- | ----- | ----- | ----- | ----- | ----- | ----- | ---- |
| 1 155 | 1 059 | 1 139 | 1 083 | 1 054 | 1 050 | 1 036 | 1 027 | 967  |

| 1901 | 1906 | 1911 | 1921 | 1926 | 1931 | 1936 | 1946 | 1954 |
| ---- | ---- | ---- | ---- | ---- | ---- | ---- | ---- | ---- |
| 862  | 855  | 767  | 702  | 665  | 598  | 543  | 532  | 518  |

| 1962 | 1968 | 1975 | 1982 | 1990 | 1999 | 2005 | 2010  | 2014  |
| ---- | ---- | ---- | ---- | ---- | ---- | ---- | ----- | ----- |
| 478  | 443  | 437  | 569  | 608  | 696  | 882  | 1 120 | 1 160 |

## Culture locale et patrimoine

### Lieux et monuments

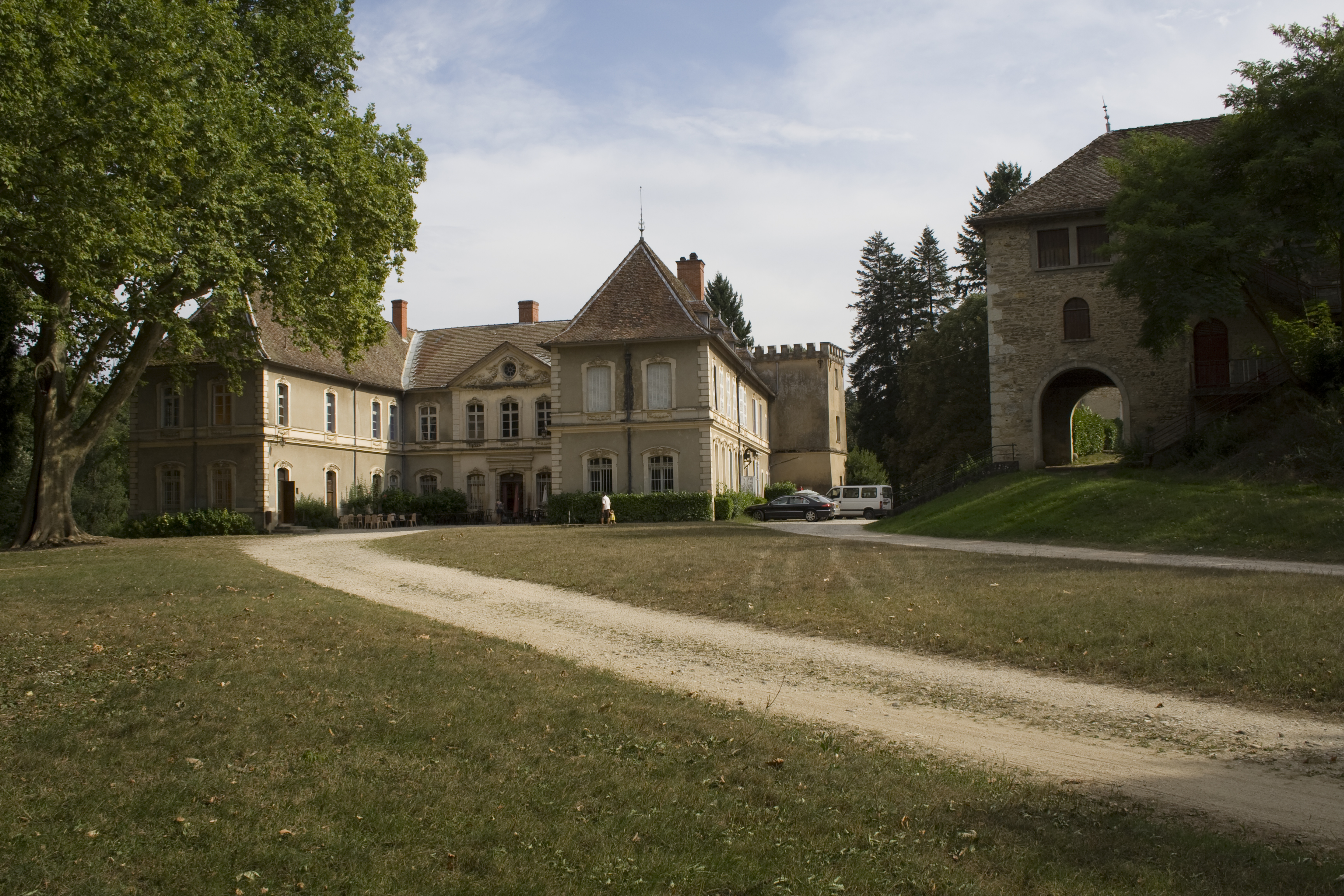
Au lieu-dit le Village, la villa gallo-romaine de Passins est inscrite au titre des monuments historiques par arrêté du 15 octobre 1985[6]. Le site archéologique, qui conserve les vestiges d'une villa d'époque gallo-romaine, est propriété d'une personne privée.
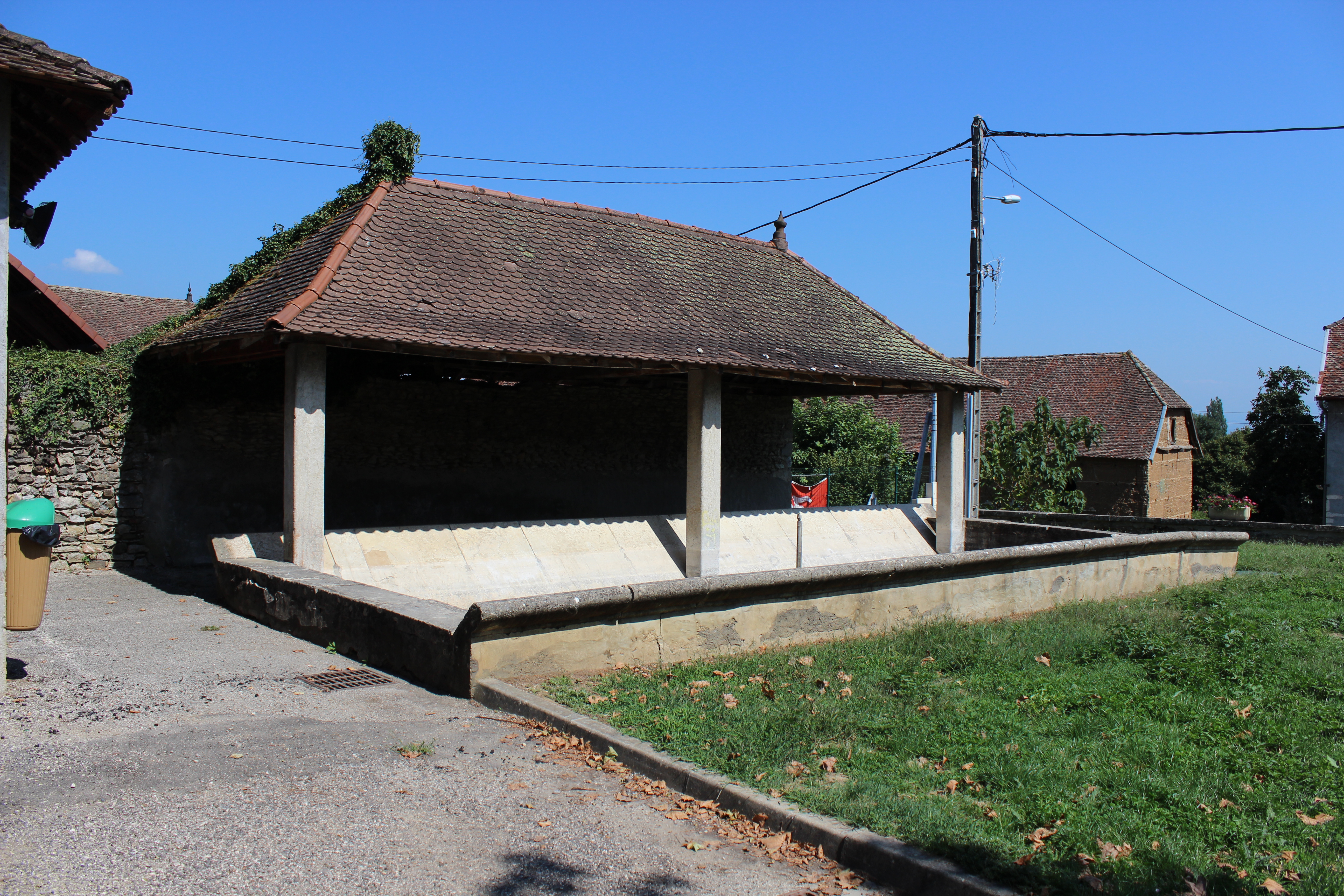
Lavoir.
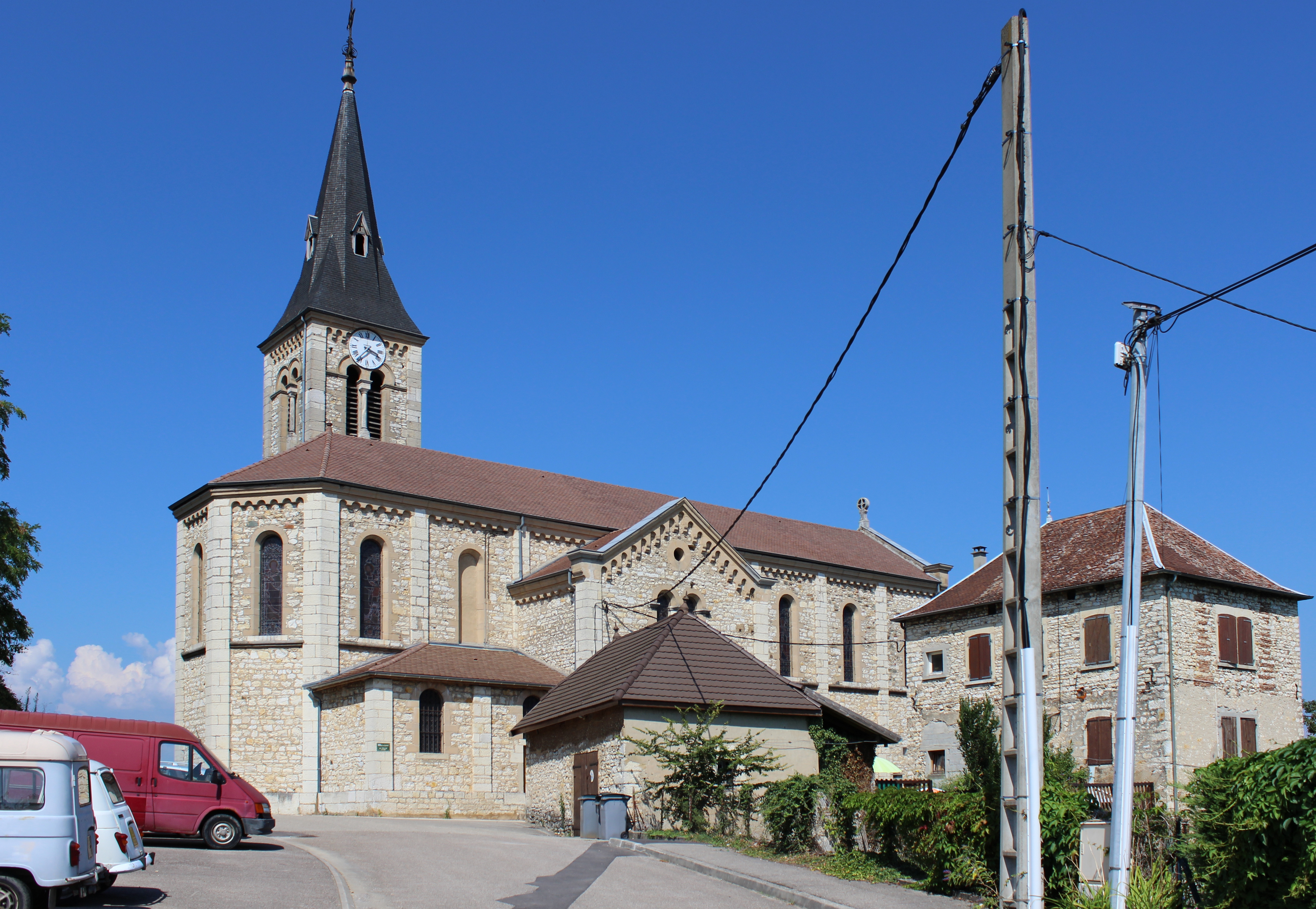
Espace naturel sensible de l'étang de la Save.
- Le château de Montolivet.
- Église Saint-André de Passins.

- Le château de Montolivet.
- Lavoir.
- L'église de Passins.

### Héraldique
|  | Passins possède des armoiries dont l'origine et le blasonnement exact ne sont pas disponibles. |